# Affare di Fort-Crampel

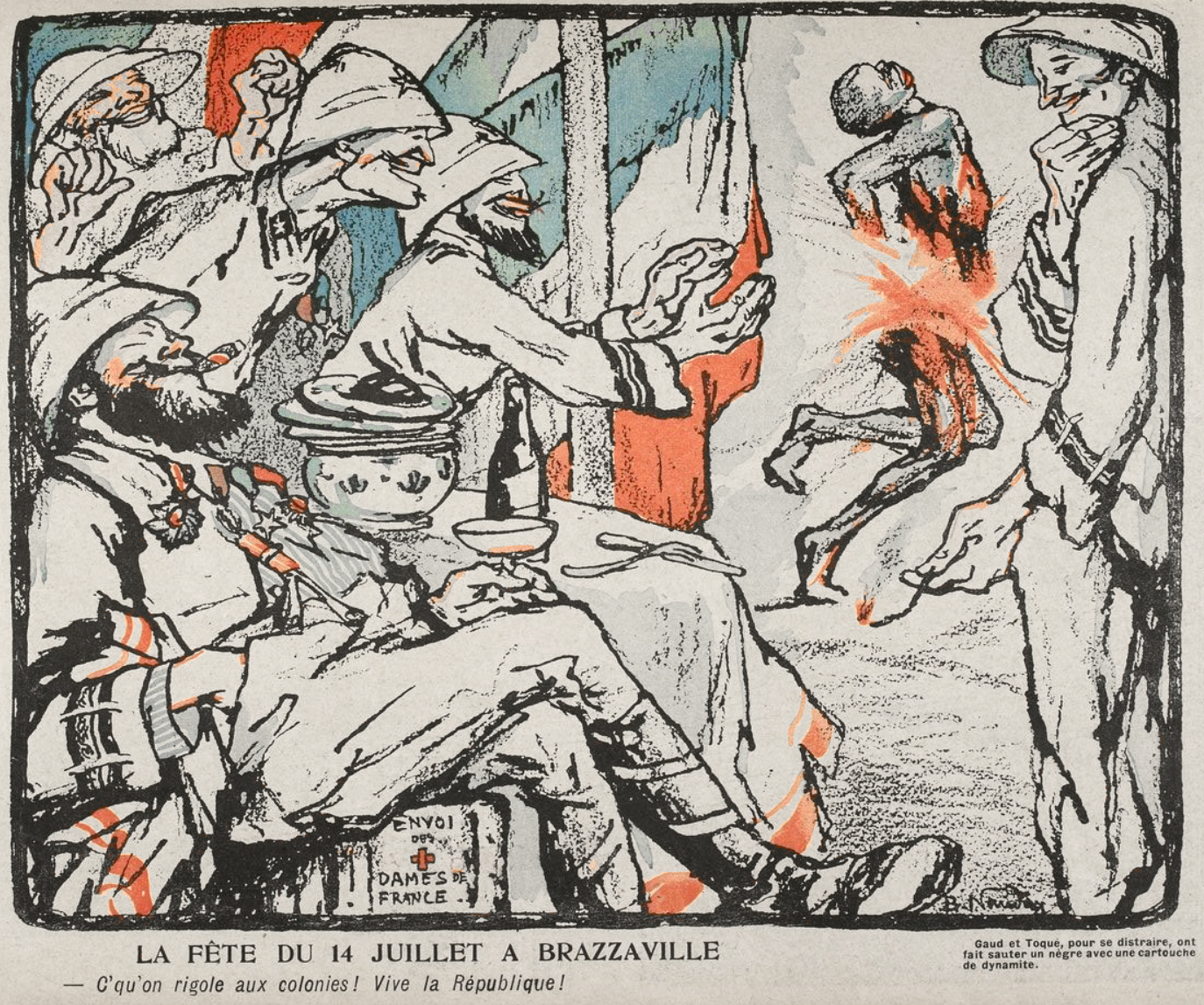
L'esecuzione con la dinamite, in una caricatura de L'Assiette au Beurre

L'affare di Fort-Crampel o affare Gaud-Toqué è uno scandalo scoppiato in Francia nel 1905, dopo che due funzionari coloniali furono accusati di aver giustiziato sommariamente un indigeno con una cartuccia di dinamite a Fort-Crampel, nell'attuale Repubblica Centrafricana.

## I funzionari coinvolti

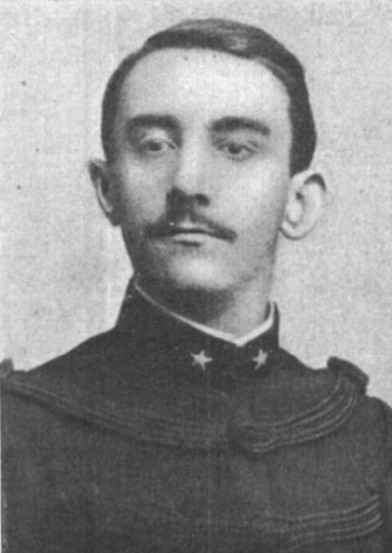
Georges Toqué

Georges Toqué era un funzionario pubblico formatosi alla Scuola coloniale e all'epoca dei fatti aveva 24 anni. Nel settembre 1901, fu inviato nell'Alto-Chari come amministratore coloniale di 3ª classe e divenne responsabile della stazione coloniale di Fort-Crampel.

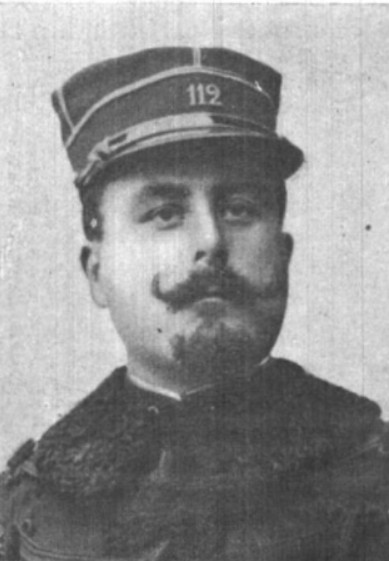
Fernand Gaud

Fernand Gaud, nato nel 1874, era un ex studente di farmacia di Carpentras. Inviato nel Congo francese a svolgere il servizio militare nel settembre 1900, ricoprì vari incarichi a Bangui, Brazzaville e poi a Fort-Crampel, dove fu impiegato di 1ª classe per gli affari indigeni. Gaud aveva fama di essere autoritario e violento, soprattutto tra gli indigeni, che lo soprannominarono niamagounda (bestia della savana). Secondo Gaud, questo soprannome era in realtà un barbarismo in lingua yakoma da lui inventato per chiamare i suoi subordinati indigeni sporche bestie: poiché usava spesso questa espressione, gli indigeni gli avrebbero dato quel soprannome.

## L’esecuzione sommaria del14luglio1903
Il 14 luglio 1903, nella stazione coloniale di Fort-Crampel, tre indigeni erano imprigionati in un silo per cereali che fungeva temporaneamente da cella. Uno di loro, Pakpa, era stato arrestato due giorni prima: aveva lavorato come guida per Georges Toqué, ma in seguito a un'imboscata, l'amministratore lo aveva sospettato di tradimento e pertanto aveva ordinato a Fernand Gaud di prenderlo prigioniero e fucilarlo. Dopo l'arresto, Toqué rinunciò all'esecuzione ma fece rinchiudere Pakpa nel silo. Gaud chiese al suo superiore Toqué se doveva liberare i prigionieri in occasione della festività nazionale francese. Toqué, costretto a letto dalla febbre, ordinò la liberazione di due prigionieri, ma riguardo a Pakpa si limitò a dire: "Fate di loro quello che volete". Gaud decide quindi di far giustiziare Pakpa, pensando di avere l'approvazione di Toqué. Invece di predisporre un plotone di esecuzione, Gaud andò nella sua capanna e prese un candelotto di dinamite destinato alla pesca con esplosivo. Con l'aiuto di una guardia regionale, lega l'esplosivo sul prigioniero e poi lo fa esplodere. Secondo alcune versioni, la dinamite era stata legata alla schiena o inserita nell'ano della vittima, mentre secondo la testimonianza di Gaud al processo l'esplosivo era stato legato al collo. Gaud riferì dell'esecuzione a Toqué, che disapprovò il metodo di esecuzione, ma non inflisse alcuna punizione al subordinato.
Al processo, gli imputati ricordano di aver detto, prima di quest'atto spaventoso:
Durante il processo Fernand Gaud affermò di voler far conoscere la stranezza di questa morte.: 

## Il processo
Il Ministero delle Colonie decise che il processo a Gaud e Toqué si tenesse a Brazzaville per ridurre al minimo la copertura mediatica. L'udienza si aprì il 21 agosto 1905. L'unico giornalista presente fu Félicien Challaye, corrispondente del quotidiano Le Temps, che in seguito accompagnò Pietro Savorgnan di Brazzà nella missione che fu organizzata per svolgere un'inchiesta sui crimini nel Congo.
Durante il processo, Gaud si mostrò apatico e disse di essere malato, mentre Toqué si difese vigorosamente e denunciò apertamente le condizioni della colonizzazione. Ammise di aver sottoposto gli indigeni a lavori forzati per ottenere portatori o per effettuare la riscossione del testatico e anche di aver sequestrato le loro famiglie per assicurarsi la loro obbedienza, maltrattamento che causò la morte per fame o malattia di molti indigeni. Poiché a Fort-Crampel non esisteva un'istituzione giudiziaria, Toqué si sentì autorizzato, con l'approvazione dei suoi superiori, a dispensare giustizia sommaria.
Le accuse furono numerose, ma il tribunale prese in seria considerazione solo i fatti di cui Gaud e Toqué si accusarono a vicenda durante le indagini. Toqué incolpò Gaud dell'esecuzione di Pakpa. Gaud accusò Toqué di aver ordinato l'assassinio del facchino Ndagara, caduto nelle cascate del Nana (un affluente del Gribingui): Toqué si difese evidenziando le contraddizioni dell'accusa e sostenendo che Ndagara era stato ucciso da una guardia regionale che aveva agito di propria iniziativa. Toqué fu comunque incriminato sulla base dalla corrispondenza tenuta con Gaud, in cui fa riferimento alla morte di Ndagara in tono scherzoso.
Il 26 agosto 1905 i due imputati furono condannati a cinque anni di carcere, con il beneficio delle circostanze attenuanti. Fernand Gaud fu riconosciuto colpevole dell'omicidio non premeditato di Pakpa e di aver picchiato diversi nativi; Georges Toqué fu riconosciuto complice dell'omicidio di Ndagara. I delitti attribuiti a Gaud e Toqué furono percepiti come troppo pesanti dai coloni di Brazzaville, che si stupirono del fatto che venisse dato così tanto valore agli indigeni.

## L'inchiesta di Brazzà
La vicenda fece scandalo e arrivò fino a Parigi. Se ne discusse in Parlamento, se ne occupò la stampa e il Journal des débats lanciò l'idea di un'inchiesta amministrativa. Venne quindi nominata una commissione, presieduta da Pietro Savorgnan di Brazzà. Al suo fianco c'erano Charles Hoarau-Desruisseaux, ispettore generale delle Colonie, Félicien Challaye, un giovane professore associato di filosofia che rappresentava il Ministro della Pubblica Istruzione, un membro del Gabinetto delle Colonie e un delegato del Ministero degli Affari Esteri. Le Camere approvarono un finanziamento straordinario di 268.000 franchi. Il 5 aprile 1905 Brazzà partì da Marsiglia. Il 29 aprile 1905 arrivò a Libreville e l'indagine poté cominciare.
L'esito dell'inchiesta svolta da Brazzà, che denunciava la collusione fra le compagnie private e l'amministrazione coloniale e gli abusi subiti dai nativi in violazione delle disposizioni della Conferenza di Berlino, fu insabbiato. Il rapporto Brazzà è stato reso pubblico solo nel 2014.